# Nøkkelholmane
Die Nøkkelholmane (aus dem Norwegischen wörtlich übersetzt Schlüssel-Inseln) sind eine verstreute Gruppe aus rund 24 Inseln vor der Prinz-Harald-Küste des ostantarktischen Königin-Maud-Lands. Sie liegen unmittelbar vor der Westseite der Halbinsel Skarvsnes im östlichen Teil der Lützow-Holm-Bucht.
Norwegische Kartographen, die sie auch benannten, kartierten sie anhand von Luftaufnahmen der Lars-Christensen-Expedition 1936/37.